# Jordânia nos Jogos Olímpicos de Verão de 1984
A Jordânia competiu nos Jogos Olímpicos de Verão de 1984 em Los Angeles, Estados Unidos.

## Resultados por Evento

### Atletismo
800 m masculino
- Muteb Alfawair
  - 1:49

1.500 m masculino
- Muteb Alfawair
  - 3:50

5.000 m masculino
- Basil Kilani
  - Eliminatórias — 15:20.58 (→ não avançou)

10.000 m masculino
- Basil Kilani
  - Eliminatórias — 30:43.54 (→ não avançou, 37º lugar)

Maratona masculina
- Ismail Mahmoud
  - Final — 2:33:30 (→ 64º lugar)

Men's 20km Walk
- Amjad Tawalbeh
  - Final — 1:49:35 (→ 38º e último lugar)

Women's 3.000 metres
- Raida Abdallah
  - Eliminatórias — 10.48.00 (→ não avançou, 28º lugar)